# خوسيه بلاناس
خوسيه بلاناس (بالإسبانية: José Planas Planas)‏ هو لاعب كرة قدم إسباني في مركز الوسط، ولد في 12 أبريل 1952 في يوبي في إسبانيا. لعب مع نادي ساباديل ونادي غرناطة.